# Czajków Północny
Czajków Północny is een dorp in de Poolse woiwodschap Święty Krzyż. De plaats maakt deel uit van de gemeente Staszów en telt 610 inwoners.